# Scituloglaucytes obiensis
Scituloglaucytes obiensis es una especie de insecto coleóptero de la familia Cerambycidae. Estos longicornios son endémicos de las islas Obi (Indonesia).
Mide unos 10 mm.